# Laura Leighton
Laura Leighton, pseudonimo di Laura Miller (Iowa City, 24 luglio 1968), è un'attrice statunitense.

## Biografia
Laura si è fatta notare al grande pubblico grazie al ruolo di Sydney Andrews nel serial Melrose Place, ruolo che le valse pure una nomina ai Golden Globe.
Nel 1998, abbandonati i panni di Sydney, Laura fece tappa sul set di Beverly Hills 90210, dove per qualche puntata, interpretò una modella disposta a tutto pur di raggiungere il successo.
In televisione l'abbiamo potuta vedere come guest star in Tru Calling, CSI: Miami, Law & Order e Oltre i limiti.
Nel 2000 è al cinema nella commedia con  Teri Garr Schegge di cielo. In seguito recita in due puntate della serie tv Boston Legal e in un episodio di Shark.
Nel 2007, affiancata da Antonio Cupo recita nel film tv Love Notes. Nel 2008 è al cinema con The Burrowers.
Torna nel 2009 a rivestire i panni di Sydney Andrews, che fino ad allora era presumibilmente morta, in Melrose Place, remake dell'omonima sovracitata serie che la rese famosa. Come annunciato da ABC Family nello stesso anno, dal 2010, viene inserita nel cast di Pretty Little Liars, adattamento televisivo ispirato al best seller Giovani, carine e bugiarde scritto da Sara Shepard. Nella serie, che ottiene un ottimo successo sia di pubblico che di critica, recita la parte di Ashley Marin, madre di Hanna, una delle protagoniste.

## Vita privata
Laura Leighton, dopo una relazione con l'ex collega di Melrose Place Grant Show, si è sposata con Doug Savant, interprete del telefilm Desperate Housewives e anch'esso ex collega di Melrose Place.
I due, convolati a nozze nel 1998, hanno due bambini: Jack e Lucy, nati rispettivamente nel 2000 e nel 2005. Inoltre, l'attrice ha accudito assieme al marito gli altri due figli avuti da quest'ultimo nel suo precedente matrimonio.

## Filmografia

### Cinema
- Seven Girlfriends, regia di Paul Lazarus (1999)
- Clean and Narrow, regia di William Katt (1999)
- Angels, Baby!, regia di Jeff Fisher (1999)
- Schegge di cielo (The Sky Is Falling), regia di Florrie Laurence (2001)
- The Burrowers, regia di J.T. Petty (2008)
- Over the edge - Oltre la ragione (Deadly Encounter), regia di Richard Roy (2004)

### Televisione
- Melrose Place - serie TV, 126 episodi (1993-1997)
- Tutto l'amore che vi lascio (The Other Woman), regia di Gabrielle Beaumont (1995) - film TV
- In the Name of Love: A Texas Tragedy, regia di Bill D'Elia (1995) - film TV
- Cupid - serie TV, episodio 1x15 (1998)
- Beverly Hills 90210 - serie TV, 6 episodi (1998)
- Un serial killer a New York (Naked City: A Killer Christmas), regia di Peter Bogdanovich (1998) - film TV
- Oltre i limiti (The Outer Limits) - serie TV, episodio 6x11 (2000)
- Ultime dal cielo (Early Edition) - serie TV, episodio 4x21 (2000)
- Ci incontreremo ancora (We'll Meet Again), regia di Michael Storey (2002) - film TV
- Skin - serie TV, episodi 1x01-1x02-1x03 (2003)
- Tru Calling - serie TV, episodio 1x14 (2004)
- Over the Edge - Oltre la ragione (A Deadly Encounter), regia di Richard Roy (2004) - film TV
- Eyes - serie TV, 7 episodi (2005)
- CSI: Miami - serie TV, episodio 4x13 (2006)
- Boston Legal - serie TV, episodi 3x08-3x09 (2006)
- Shark - Giustizia a tutti i costi (Shark) - serie TV, episodio 1x17 (2007)
- Law & Order - Unità vittime speciali (Law & Order: Special Victims Unit) - serie TV, episodio 8x18 (2007)
- Love Notes, regia di David Weaver (2007) - film TV
- Daniel's Daughter, regia di Neill Fearnley (2008) - film TV
- Il momento di tornare (Mending Fences), regia di Stephen Bridgewater – film TV (2009)
- Melrose Place - serie TV, 7 episodi (2009-2010)
- Pretty Little Liars - serie TV, 160 episodi (2010-2017)
- Code Black - serie TV, episodio 10x3 (2018)
- Natale a Honeysuckle Lane (Christmas on Honeysuckle Lane), regia di Maggie Greenwald – film TV (2018)
- L.A.'s Finest - serie TV, episodio 2x13 (2020)
- Dynasty - serie TV, episodio 4x09 (2021)
- Fantasy Island – serie TV, episodio 1x06 (2021)

## Doppiatrici italiane
Nelle versioni in italiano delle opere in cui ha recitato, Laura Leighton è stata doppiata da:
- Laura Latini in Beverly Hills 90210
- Chiara Colizzi in Melrose Place
- Mavi Felli in Tutto l'amore che vi lascio
- Monica Gravina in Un serial killer a New York
- Barbara Castracane in Tru Calling
- Laura Boccanera in Eyes
- Cinzia De Carolis in CSI: Miami
- Pinella Dragani in Law & Order - Unità vittime speciali
- Claudia Catani in Pretty Little Liars (stag. 1-2)
- Sabrina Duranti in Pretty Little Liars (stag. 3-7)
- Stella Musy in Code Black
- Tiziana Avarista in Fantasy Island